# لين كيسي
لين كيسي (24 مايو 1931 - 5 يوليو 2022)، هو لاعب كرة قدم بريطاني في مركز نصف الجناح. لعب مع تشيلسي ونادي بليموث أرجايل ونادي ليتون ‏.

## وصلات خارجية
- لين كيسي على موقع قاعدة بيانات كرة القدم.إي يو (الإنجليزية)